# 川崎車輛工場前信号所
川崎車輛工場前信号所（かわさきしゃりょうこうじょうまえしんごうしょ）は、かつて兵庫県加古川市平岡町山之上にあった別府鉄道土山線の信号場（廃駅）である。川崎車輛（現：カワサキモータース）加古川工場で製造された貨車の搬出に利用された。別府鉄道廃線に伴い1984年（昭和59年）2月1日に廃止された。

## 歴史
- 1966年（昭和41年）
  - 1月：川崎車輛加古川工場操業開始。
  - 3月1日：土山線の駅として開業。
- 1969年（昭和44年）：この年までに川崎車輛工場前駅を信号所に変更。
- 1984年（昭和59年）2月1日：土山線廃止により廃止される。

## 駅周辺
- 川崎車輛（現：カワサキモータース）加古川工場  - 1966年（昭和41年）1月に操業を開始した工場である。操業開始時は、日本国有鉄道向け量産貨車（主に有蓋車）を生産していたが[1]、2023年（令和5年）3月現在は二輪車のアルミ鋳造品を生産している[2]。

## 廃止後の現状
2013年（平成25年）現在、路線を含む信号所跡は道路に転用され、跡形もない状況である。

## 隣の駅
別府鉄道
土山線
中野駅 - 川崎車輛工場前信号所 -土山駅